# ジェレミー・レニエ
ジェレミー・レニエ（Jérémie Renier、1981年1月6日 - ）は、ベルギーの俳優。

## 経歴
1981年1月6日、ベルギーのブリュッセルに生まれる。
1999年、フランソワ・オゾン監督の『クリミナル・ラヴァーズ』に出演する。2005年には、ダルデンヌ兄弟監督の『ある子供』で主役を務める。2008年、オリヴィエ・アサイヤス監督の『夏時間の庭』に出演する。

## フィルモグラフィー

### 映画
- イゴールの約束（1996年）
- クリミナル・ラヴァーズ（1999年）
- ポルノグラフ（2001年）
- ジェヴォーダンの獣（2001年）
- 愛の妖精（2004年）
- HAKUGEKI 迫撃（2004年）
- ある子供（2005年）
- つぐない（2007年）
- 夏時間の庭（2008年）
- ヒットマンズ・レクイエム（2008年）
- ロルナの祈り（2008年）
- 約束の葡萄畑 あるワイン醸造家の物語（2009年）
- しあわせの雨傘（2010年）
- 少年と自転車（2011年）
- 最後のマイ・ウェイ（2012年）
- SAINT LAURENT/サンローラン（2014年）
- 午後8時の訪問者（2016年）
- エタニティ 永遠の花たちへ（2016年）
- 2重螺旋の恋人（2017年）
- ポルトガル、夏の終わり（2019年）
- スラローム 少女の凍てつく心（2020年）

### テレビシリーズ
- クリミナル: フランス編（2019年）

## 受賞
- 2002年 - 第52回ベルリン国際映画祭シューティング・スター賞[6]